# Sociétaire de la Comédie-Française

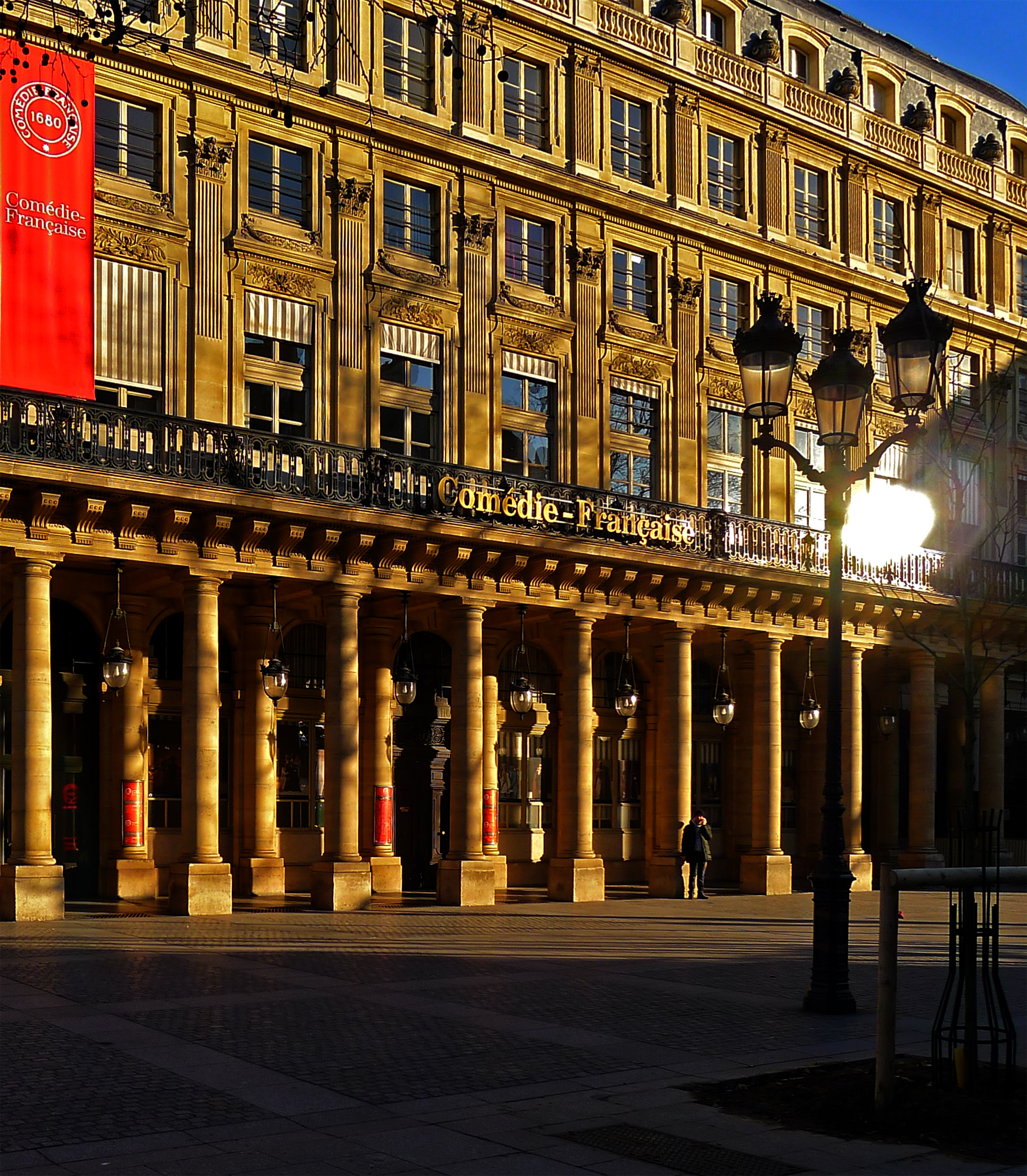
Comédie-Française, Place Colette, Paris.

Les sociétaires de la Comédie-Française sont, depuis l'origine de la troupe en 1680, des comédiens choisis parmi les pensionnaires ayant au moins une année d'engagement.
La décision de leur nomination est votée au cours d'une assemblée générale des sociétaires, sur proposition du comité d'administration composé de six sociétaires, du doyen et de l'administrateur général. Elle est officialisée par arrêté du ministère de la Culture, sur proposition de l'administrateur général de la Comédie-Française. Le titulaire devient alors membre de la Société des Comédiens-Français, créée le 5 janvier 1681, et participe aux bénéfices en recevant un certain nombre de « douzièmes » de part de la société à laquelle il est lié contractuellement.
Après son départ à la retraite, un sociétaire ayant au moins vingt ans d’ancienneté dans la Troupe peut continuer à jouer sous réserve de la décision du comité d'administration ; il devient alors « sociétaire honoraire ». Le doyen ou la doyenne de la Comédie-Française n'est pas le comédien le plus âgé, mais le sociétaire le plus ancien dans la troupe (depuis son entrée comme pensionnaire).

## Liste des sociétaires de la Comédie-Française
Note : L'année indiquée en regard du nom est celle où le comédien a été nommé sociétaire.
En gras les sociétaires encore présents.

### XVIIesiècle
- 1re : Mlle de Brie (1680)
- 2e : Du Croisy (1680)
- 3e : La Grange (1680)
- 4e : Armande Béjart (1680)
- 5e : André Hubert (1680)
- 6e : Mlle La Grange (1680)
- 7e : Rosimond (1680)
- 8e : Mlle Du Croisy (1680)
- 9e : Dauvilliers (1680)
- 10e : Guérin (1680)
- 11e : Verneuil (1680)
- 12e : Mlle Dupin (1680)
- 13e : Mlle Guyot (1680)
- 14e : Champmeslé (1680)
- 15e : Mlle Champmeslé (1680)
- 16e : Michel Baron (1680)
- 17e : Beauval (1680)
- 18e : Mlle Beauval (1680)
- 19e : Mlle Baron (1680) (Charlotte Lenoir de la Thorillière)
- 20e : Belleroche (1680)
- 21e : La Thuillerie (1680)
- 22e : Mlle Lecomte (1680)
- 23e : Mlle d'Ennebaut (1680)
- 24e : Raisin cadet (1680)
- 25e : Mademoiselle Raisin (1680)
- 26e : Villiers (1680)
- 27e :  Sieur de Hauteroche (1680)
- 28e : Le Comte (1681)
- 29e : Brécourt (1682)
- 30e : Raisin (1684)
- 31e : La Thorillière (1684)
- 32e : Mlle Dancourt (1685)
- 33e : Mlle Des Brosses (1685)
- 34e : Mlle Du Rieu (1685)
- 35e : Mlle Beaubour (1685)
- 36e : Nicolas Desmares (1685)
- 37e : Dancourt (1685)
- 38e : Jean-Baptiste de Rochemore (1685)
- 39e : Du Périer (1686)
- 40e : Paul Poisson (1686)
- 41e : Sieur de Roselis (1688)
- 42e : Sieur de Sevigny (1688)
- 43e : Du Feÿ (1691)
- 44e : Mlle Villiers (1691)
- 45e : Beaubour  (1692)
- 46e : Mlle Duclos  (1693)
- 47e : Mlle Godefroy (1693)
- 48e : De Villiers (1694)
- 49e : Baron fils (1695)
- 50e : Lavoy (1695)
- 51e : Du Feÿ (1695)
- 52e : Jean Quinault (1695)
- 53e : Mlle Fonpré (1695)
- 54e : Mlle Champvallon (1697)
- 55e : Charlotte Desmares (1699)
- 56e : Manon Dancourt (1699)
- 57e : Mimi Dancourt (1699)
- 58e : Mlle Dangeville Tante (1700)
- 59e : Sallé (1700)

### XVIIIesiècle
- 60e :  Sieur de Ponteuil (1701)
- 61e : Marc-Antoine Legrand (1702)
- 62e : Dangeville (1702)
- 63e : Fonpré (1702)
- 64e : Du Boccage(1704)
- 65e : Philippe Poisson (1704)
- 66e : Mlle Sallé (1706)
- 67e : Mlle de Nesle (1706)
- 68e : Catherine Dangeville (1708)
- 69e : Durant (1712)
- 70e : Quinault l'aîné (1712)
- 71e : Fontenay (1712)
- 72e : Clavareau (1712)
- 73e : Quinault-Dufresne (1712)
- 74e : Mlle de Morancour (1712)
- 75e : Dumirail (1712)
- 76e : Moligny
- 77e : Mlle Lachaise (1713)
- 78e : Mlle Quinault l'aînée (1714)
- 79e : Marie-Jeanne Gautier (1716)
- 80e : Adrienne Lecouvreur (1717)
- 81e : Duchemin (1718)
- 82e : Mlle Quinault cadette (1718)
- 83e : Jean-Baptiste Duclos (1719)
- 84e : Jean-Marc-Antoine Le Grand (1720)
- 85e : Mlle Duchemin (1720)
- 86e : Mlle Aubert (1721)
- 87e : Mlle Jouvenot (1721)
- 88e : Champvallon (1722)
- 89e : Mlle Livry (1722)
- 90e : Anne-Maurice La Thorillière (1722)
- 91e : Mlle Du Breuil (1722)
- 92e : Jeanne-Elisabeth Labatte (1722)
- 93e : Marianne-Hélène de Mottes dite Mlle de la Motte (1722)
- 94e : Mlle Du  Boccage (1723)
- 95e : Armand (1724)
- 96e : Mlle de Seine (1725)
- 97e : Poisson De Roinville (1725)
- 98e : Du Breuil (1725)
- 99e : Charlotte Le Grand (1725)
- 100e : Duchemin Fils (1726)
- 101e : Elisabeth de Balicourt (1728)
- 102e : Montmény (1728)
- 103e : Olympe Anceau dite Olympe De Clèves (1728)
- 104e : Charles Drouin de Bercy (1729)
- 105e : Grandval (1729)
- 106e : Pierre-Claude Sarrazin (1729)
- 107e : Catherine Baron (1730)
- 108e : Mlle Dangeville la jeune (1730) (Marie-Anne Dangeville)
- 109e : Dangeville cadet (1730)
- 110e : Mlle La Traverse (1731)
- 111e : Mlle Gaussin (1731)
- 112e : François Liard dit Liard-Fleury (1733)
- 113e : Pierre Guichot Fierville (1734)
- 114e : Marie-Geneviève Dupré, Mlle Grandval (1734)
- 115e : Mlle Connell (1734)
- 116e : Mlle Poisson (1736)
- 117e : Louis Blouin dit Dubois (1736)
- 118e : Mlle Dumesnil (1738)
- 119e : Mlle Lavoy (1740)
- 120e : Baron petit-fils (1741) (François Baron)
- 121e : Jean-Baptiste Bonneval (1742)
- 122e : La Noue (1742)
- 123e : Louis-François Paulin (1742)
- 124e : Mme Drouin (1742)
- 125e : Deschamps (1742)
- 126e : Rosely (1742)
- 127e : Mlle Clairon (1743)
- 128e : Jean-Jacques-François Drouin (1745)
- 129e : Mélanie Laballe (1746)
- 130e : De Vos (1746)
- 131e : Nicolas Ribou (1748)
- 132e : Mme Bellecour (1749)
- 133e : Marie-Jeanne Brillant (1750)
- 134e : Lekain (1751)
- 135e : Bellecour (1752)
- 136e : Mlle Hus (1753)
- 137e : Préville (1753)
- 138e : Mlle Guéant (1754)
- 139e : Mme Préville (1757)
- 140e : Brizard (1758)
- 141e : Dalainville (1758)
- 142e : Pierre-Jean Fromentin de Blainville (1758)
- 143e : Guillain Crescent de Bernaut (1760)
- 144e : François-René Molé (1761)
- 145e : Mlle Le Kain (1761)
- 146e : Jacqueline Camouche (1761)
- 147e : Mlle Dubois (1761)
- 148e : Dauberval (1762)
- 149e : Mlle Molé (1763)
- 150e : François Augé (1763)
- 151e : Antoine Claude Bouret (1764)
- 152e : Mlle Doligny (1764)
- 153e : Mlle Luzy (1764)
- 154e : Aufresne (1765)
- 155e : Alexandrine Fanier (1766)
- 156e : Louis Henri Feulie (1766)
- 157e : Mlle Saint-Val aînée (1767)
- 158e : Mlle Durancy (1767)
- 159e : Mlle Dugazon '1768)
- 160e : Mme Vestris (1769)
- 161e : Marie-Anne Lachassaigne (1769)
- 162e : Dalainval (1769)
- 163e : Vellenne (1769)
- 164e : Monvel (1772)
- 165e : Dugazon (1772)
- 166e : Mlle Raucourt (1773)
- 167e : Des Essarts (1773)
- 168e : Larive (1775)
- 169e : Mme Suin (1776)
- 170e : Mlle Saint-Val cadette (1776)
- 171e : Louise Contat (1777)
- 172e : Dazincourt (1778)
- 173e : Fleury (1778)
- 174e : Bellemont (1778)
- 175e : Courville (1779)
- 176e : Charles-Joseph Vanhove (1779)
- 177e : Dorival (1779) (Jean-Louis Thierret)
- 178e : Florence (1779)
- 179e : Ponteuil (1779)
- 180e : Mme Thenard (1781)
- 181e : Jeanne Olivier (1782)
- 182e : Marie-Élisabeth Joly (1783)
- 183e : Saint-Prix (1784)
- 184e : Saint-Fal (1784)
- 185e : Sophie Devienne
- 186e : Émilie Contat (1785)
- 187e : Charlotte Vanhove (1785)
- 188e : Charlotte Laurent (1785)
- 189e : Julie Candeille (1786)
- 190e : Jean-Baptiste Naudet
- 191e : François-Nicolas Dunant (1787)
- 192e : Grammont de Roselly (1787)
- 193e : Barthélémy La Rochelle (1787)
- 194e : Louise Desgarcins (1789)
- 195e : Talma (1789)
- 196e : Mlle Fleury (1791)
- 197e : Mlle Masson (1791)
- 198e : Champville (1791)
- 199e : Grandmesnil (1792)
- 200e : Jean-Denis Benoît Dupont (1792)
- 201e : Mlle Lange (1793)
- 202e : Joséphine Mézeray (1799)
- 203e : Alexandre Duval (1799)
- 204e : Antoine Michaut, dit Michot[1] (1799)
- 205e : Baptiste cadet (1799)
- 206e : Alexandre Damas (1799)
- 207e : Baptiste aîné (1799)
- 208e : Thomas Caumont (1799)
- 209e : Eulalie Desbrosses (1799)
- 210e : Mlle Mars (1799)
- 211e : Armand-Benoît Roussel dit Armand (1799)
- 212e : Pierre Lafon (1800)

### XIXesiècle
| Numéro de sociétaire | Nom                            | Année d'entrée dans la troupe | Année de nomination comme sociétaire | Année de sortie de la troupe | Période d'honorariat |
| 213e                 | Marie-Thérèse Bourgoin         |                               | 1802                                 |                              |                      |
| 214e                 | Mlle Volnais                   |                               | 1802                                 |                              |                      |
| 215e                 | Desprez                        |                               | 1802                                 |                              |                      |
| 216e                 | Mlle Duchesnois                |                               | 1804                                 |                              |                      |
| 217e                 | Mlle George                    |                               | 1804                                 |                              |                      |
| 218e                 | Louis-Claude Lacave            |                               | 1804                                 |                              |                      |
| 219e                 | Mlle Desroziers                |                               | 1804                                 |                              |                      |
| 220e                 | Amalric Contat                 |                               | 1805                                 |                              |                      |
| 221e                 | Émilie Leverd                  |                               | 1809                                 |                              |                      |
| 222e                 | Thénard aîné                   |                               | 1810                                 |                              |                      |
| 223e                 | Vigny                          |                               | 1811                                 |                              |                      |
| 224e                 | Michelot                       |                               | 1811                                 |                              |                      |
| 225e                 | Rose Dupuis                    |                               | 1812                                 |                              |                      |
| 226e                 | Anne Demerson                  |                               | 1813                                 |                              |                      |
| 227e                 | Claude-Charles Cartigny        |                               | 1814                                 |                              |                      |
| 228e                 | Mlle Dupont                    |                               | 1815                                 |                              |                      |
| 229e                 | Monrose                        |                               | 1817                                 |                              |                      |
| 230e                 | Baudrier                       |                               | 1817                                 |                              |                      |
| 231e                 | Firmin                         |                               | 1817                                 |                              |                      |
| 232e                 | Desmousseaux                   |                               | 1817                                 |                              |                      |
| 233e                 | Saint-Eugène                   |                               | 1817                                 |                              |                      |
| 234e                 | Mme Tousez                     |                               | 1819                                 |                              |                      |
| 235e                 | Grandville                     |                               | 1822                                 |                              |                      |
| 236e                 | Anne-Catherine-Lucinde Paradol |                               | 1823                                 |                              |                      |
| 237e                 | Mme Mante                      |                               | 1823                                 |                              |                      |
| 238e                 | Mme Desmousseaux               |                               | 1824                                 |                              |                      |
| 239e                 | Menjaud                        |                               | 1825                                 |                              |                      |
| 240e                 | Saint-Aulaire                  |                               | 1826                                 |                              |                      |
| 241e                 | Joseph Samson                  |                               | 1827                                 |                              |                      |
| 242e                 | Mme Menjaud                    |                               | 1828                                 |                              |                      |
| 243e                 | Suzanne Brocard                |                               | 1828                                 |                              |                      |
| 244e                 | Édouard David                  |                               | 1828                                 |                              |                      |
| 245e                 | Mlle Hervey                    |                               | 1828                                 |                              |                      |
| 246e                 | Perrier                        |                               | 1828                                 |                              |                      |
| 247e                 | Joanny                         |                               | 1828                                 |                              |                      |
| 248e                 | Mlle Valmonzey                 |                               | 1828                                 |                              |                      |
| 249e                 | Pierre-Mathieu Ligier          |                               | 1831                                 |                              |                      |
| 250e                 | Armand-Dailly                  |                               | 1831                                 |                              |                      |
| 251e                 | Pierre François Beauvallet     |                               | 1832                                 |                              |                      |
| 252e                 | Mlle Anaïs                     |                               | 1832                                 |                              |                      |
| 253e                 | Joseph-François Guiaud         |                               | 1832                                 |                              |                      |
| 254e                 | Edmond Geffroy                 |                               | 1835                                 |                              |                      |
| 255e                 | François-Joseph Regnier        |                               | 1837                                 |                              |                      |
| 256e                 | Mlle Plessy                    |                               |                                      |                              |                      |
| 257e                 | Alexandrine Noblet             |                               | 1839                                 |                              |                      |
| 258e                 | Jean-Baptiste Provost          |                               | 1839                                 |                              |                      |
| 259e                 | Georges Guyon                  |                               | 1840                                 |                              |                      |
| 260e                 | Mlle Rachel                    |                               | 1842                                 |                              |                      |
| 261e                 | Augustine Brohan               |                               | 1843                                 |                              |                      |
| 262e                 | Mme Mélingue                   |                               | 1843                                 |                              |                      |
| 263e                 | Édouard Brindeau               |                               | 1843                                 |                              |                      |
| 264e                 | Mlle Denain                    |                               | 1846                                 |                              |                      |
| 265e                 | Paul-Louis Leroux              |                               | 1846                                 |                              |                      |
| 266e                 | Adolphe Maillart               |                               | 1847                                 |                              |                      |
| 267e                 | Rébecca Félix                  |                               | 1850                                 |                              |                      |
| 268e                 | Edmond Got                     |                               | 1850                                 |                              |                      |
| 269e                 | Louis-Arsène Delaunay          |                               | 1850                                 |                              |                      |
| 270e                 | Maubant                        |                               | 1852                                 |                              |                      |
| 271e                 | Clarisse Bonval                |                               | 1852                                 |                              |                      |
| 272e                 | Mlle Nathalie                  |                               | 1852                                 |                              |                      |
| 273e                 | Madeleine Brohan               |                               | 1850                                 |                              |                      |
| 274e                 | Mlle Judith                    |                               | 1852                                 |                              |                      |
| 275e                 | Monrose                        |                               | 1852                                 |                              |                      |
| 276e                 | Prosper Bressant               |                               | 1854                                 |                              |                      |
| 277e                 | Delphine Fix                   |                               | 1854                                 |                              |                      |
| 278e                 | Mlle Favart                    |                               | 1854                                 |                              |                      |
| 279e                 | Émilie Dubois                  |                               | 1855                                 |                              |                      |
| 280e                 | Anselme                        |                               | 1856                                 |                              |                      |
| 281e                 | Émilie Guyon                   |                               | 1858                                 |                              |                      |
| 282e                 | Talbot                         |                               | 1859                                 |                              |                      |
| 283e                 | Augustine Figeac               |                               | 1860                                 |                              |                      |
| 284e                 | Henri Lafontaine               |                               | 1863                                 |                              |                      |
| 285e                 | Victoria Lafontaine            |                               | 1863                                 |                              |                      |
| 286e                 | Clémentine Jouassain           |                               | 1863                                 |                              |                      |
| 287e                 | Coquelin aîné                  |                               | 1864                                 |                              |                      |
| 288e                 | Édile Riquer                   |                               | 1864                                 |                              |                      |
| 289e                 | Eugène Provost                 |                               | 1865                                 |                              |                      |
| 290e                 | Zélia Ponsin                   |                               | 1866                                 |                              |                      |
| 291e                 | Frédéric Febvre                |                               | 1867                                 |                              |                      |
| 292e                 | Dinah Félix                    |                               | 1871                                 |                              |                      |
| 293e                 | Charles Thiron                 |                               | 1872                                 |                              |                      |
| 294e                 | Suzanne Reichenberg            |                               | 1872                                 |                              |                      |
| 295e                 | Marie Royer                    |                               | 1873                                 |                              |                      |
| 296e                 | Sophie Croizette               |                               | 1873                                 |                              |                      |
| 297e                 | Mounet-Sully                   |                               | 1874                                 |                              |                      |
| 298e                 | Jules Laroche                  |                               | 1875                                 |                              |                      |
| 299e                 | Sarah Bernhardt                |                               | 1875                                 |                              |                      |
| 300e                 | Léopold Barré                  |                               | 1876                                 |                              |                      |
| 301e                 | Blanche Barretta               |                               | 1876                                 |                              |                      |
| 302e                 | Émilie Broisat                 |                               | 1877                                 |                              |                      |
| 303e                 | Gustave-Hippolyte Worms        |                               | 1878                                 |                              |                      |
| 304e                 | Coquelin cadet                 |                               | 1879                                 |                              |                      |
| 305e                 | Jeanne Samary                  |                               | 1879                                 |                              |                      |
| 306e                 | Mlle Lloyd                     |                               | 1881                                 |                              |                      |
| 307e                 | Julia Bartet                   |                               | 1881                                 |                              |                      |
| 308e                 | Charles Prud'hon               |                               | 1883                                 |                              |                      |
| 309e                 | Mlle Granger                   |                               | 1883                                 |                              |                      |
| 310e                 | Eugène Silvain                 |                               | 1883                                 |                              |                      |
| 311e                 | Mlle Dudlay                    |                               | 1883                                 |                              |                      |
| 312e                 | Gabrielle Tholer               |                               | 1883                                 |                              |                      |
| 313e                 | Blanche Pierson                |                               | 1886                                 |                              |                      |
| 314e                 | Georges Baillet                |                               | 1887                                 |                              |                      |
| 315e                 | Charles Le Bargy               |                               | 1887                                 |                              |                      |
| 316e                 | Maurice de Féraudy             |                               | 1887                                 |                              |                      |
| 317e                 | Mademoiselle Müller            |                               | 1887                                 |                              |                      |
| 318e                 | Jules Boucher                  |                               | 1888                                 |                              |                      |
| 319e                 | Jules Truffier                 |                               | 1888                                 |                              |                      |
| 320e                 | Céline Montaland               |                               | 1888                                 |                              |                      |
| 321e                 | Louis-Eugène Garraud           |                               | 1889                                 |                              |                      |
| 322e                 | Louis Leloir                   |                               | 1889                                 |                              |                      |
| 323e                 | Albert Lambert                 |                               | 1891                                 |                              |                      |
| 324e                 | Paul Mounet                    |                               | 1891                                 |                              |                      |
| 325e                 | Mlle Marsy                     |                               | 1891                                 |                              |                      |
| 326e                 | Georges Berr                   | 1886                          | 1893                                 | 1922                         | 1923-1942            |
| 327e                 | Jeanne Ludwig                  | 1887                          | 1893                                 | 1898‡                        |                      |
| 328e                 | Pierre Laugier                 | 1885                          | 1894                                 | 1907‡                        |                      |
| 329e                 | Mary Kalb                      | 1882                          | 1894                                 | 1905                         |                      |
| 330e                 | Jules-Louis-Auguste Leitner    | 1887                          | 1896                                 | 1919                         |                      |
| 331e                 | Raphaël Duflos                 | 1884                          | 1896                                 | 1924                         |                      |
| 332e                 | Renée du Minil                 | 1886                          | 1896                                 | 1915                         |                      |
| 333e                 | Marthe Brandès                 | 1883                          | 1896                                 | 1903                         |                      |
| 334e                 | Louise Lara                    | 1896                          | 1899                                 | 1919                         |                      |

- 213e : Marie-Thérèse Bourgoin (1802)
- 214e : Mlle Volnais (1802)
- 215e : Desprez (1802)
- 216e : Mlle Duchesnois (1804)
- 217e : Mlle George (1804)
- 218e : Louis-Claude Lacave (1804)
- 219e : Mlle Desroziers (1804)
- 220e : Amalric Contat (1805)
- 221e : Émilie Leverd (1809)
- 222e : Thénard aîné (1810)
- 223e : Vigny (1811)
- 224e : Michelot (1811)
- 225e : Rose Dupuis (1812)
- 226e : Anne Demerson (1813)
- 227e : Claude-Charles Cartigny (1814)
- 228e : Mlle Dupont (1815)
- 229e : Monrose (1817)
- 230e : Baudrier (1817)
- 231e : Firmin (1817)
- 232e : Desmousseaux (1817)
- 233e : Saint-Eugène (1817)
- 234e : Mme Tousez (1819)
- 235e : Grandville (1822)
- 236e : Anne-Catherine-Lucinde Paradol (1823)
- 237e : Mme Mante (1823)
- 238e : Mme Desmousseaux (1824)
- 239e : Menjaud (1825)
- 240e : Saint-Aulaire (1826)
- 241e : Joseph Samson (1827)
- 242e : Mme Menjaud (1828)
- 243e : Suzanne Brocard (1828)
- 244e : Édouard David (1828)
- 245e : Mlle Hervey (1828)
- 246e : Perrier (1828)
- 247e : Joanny (1828)
- 248e : Mlle Valmonzey (1828)
- 249e : Pierre-Mathieu Ligier (1831)
- 250e : Armand-Dailly (1831)
- 251e : Pierre François Beauvallet (1832)
- 252e : Mlle Anaïs (1832)
- 253e : Joseph-François Guiaud (1832)
- 254e : Edmond Geffroy (1835)
- 255e : François-Joseph Regnier (1837)
- 256e : Mlle Plessy
- 257e : Alexandrine Noblet (1839)
- 258e : Jean-Baptiste Provost (1839)
- 259e : Georges Guyon (1840)
- 260e : Mlle Rachel (1842)
- 261e : Augustine Brohan (1843)
- 262e : Mme Mélingue (1843)
- 263e : Édouard Brindeau (1843)
- 264e : Mlle Denain (1846)
- 265e : Paul-Louis Leroux (1846)
- 266e : Adolphe Maillart (1847)
- 267e : Rébecca Félix (1850)
- 268e : Edmond Got (1850)
- 269e : Louis-Arsène Delaunay (1850)
- 270e : Maubant (1852)
- 271e : Clarisse Bonval (1852)
- 272e : Mlle Nathalie (1852)
- 273e : Madeleine Brohan (1850)
- 274e : Mlle Judith (1852)
- 275e : Monrose (1852)
- 276e : Prosper Bressant (1854)
- 277e : Delphine Fix (1854)
- 278e : Mlle Favart (1854)
- 279e : Émilie Dubois (1855)
- 280e : Anselme (1856)
- 281e : Émilie Guyon (1858)
- 282e : Talbot (1859)
- 283e : Augustine Figeac (1860)
- 284e : Henri Lafontaine (1863)
- 285e : Victoria Lafontaine (1863)
- 286e : Clémentine Jouassain (1863)
- 287e : Coquelin aîné (1864)
- 288e : Édile Riquer (1864)
- 289e : Eugène Provost (1865)
- 290e : Zélia Ponsin (1866)
- 291e : Frédéric Febvre (1867)
- 292e : Dinah Félix (1871)
- 293e : Charles Thiron (1872)
- 294e : Suzanne Reichenberg (1872)
- 295e : Marie Royer (1873)
- 296e : Sophie Croizette (1873)
- 297e : Mounet-Sully (1874)
- 298e : Jules Laroche (1875)
- 299e : Sarah Bernhardt (1875)
- 300e : Léopold Barré (1876)
- 301e : Blanche Barretta (1876)
- 302e : Émilie Broisat (1877)
- 303e : Gustave-Hippolyte Worms (1878)
- 304e : Coquelin cadet (1879)
- 305e : Jeanne Samary (1879)
- 306e : Mlle Lloyd (1881)
- 307e : Julia Bartet (1881)
- 308e : Charles Prud'hon (1883)
- 309e : Mlle Granger (1883)
- 310e : Eugène Silvain (1883)
- 311e : Mlle Dudlay (1883)
- 312e : Gabrielle Tholer (1883)
- 313e : Blanche Pierson (1886)
- 314e : Georges Baillet (1887)
- 315e : Charles Le Bargy (1887)
- 316e : Maurice de Féraudy (1887)
- 317e : Mademoiselle Müller (1887)
- 318e : Jules Boucher (1888)
- 319e : Jules Truffier (1888)
- 320e : Céline Montaland (1888)
- 321e : Louis-Eugène Garraud (1889)
- 322e : Louis Leloir (1889)
- 323e : Albert Lambert (1891)
- 324e : Paul Mounet (1891)
- 325e : Mlle Marsy (1891)
- 326e : Georges Berr (1893)
- 327e : Jeanne Ludwig (1893)
- 328e : Pierre Laugier (1894)
- 329e : Mary Kalb (1894)
- 330e : Jules-Louis-Auguste Leitner (1896)
- 331e : Raphaël Duflos (1896)
- 332e : Renée du Minil (1896)
- 333e : Marthe Brandès (1896)
- 334e : Louise Lara (1899)

### xxesiècle[2]
= Sociétaire présent dans la troupe actuellement
 = Sociétaire honoraire listé actuellement
| Numéro de sociétaire | Nom                           | Année d'entrée dans la troupe | Année de nomination comme sociétaire | Année de sortie de la troupe | Période d'honorariat |
| -------------------- | ----------------------------- | ----------------------------- | ------------------------------------ | ---------------------------- | -------------------- |
| 335e                 | Caroline Eugénie Segond-Weber | 1887                          | 1902                                 | 1926                         | 1927-1967            |
| 336e                 | Émile Dehelly                 | 1890                          | 1903                                 | 1928                         | 1929-1969            |
| 337e                 | Marie Leconte                 | 1897                          | 1903                                 | 1923                         | 1924-1947            |
| 338e                 | Marie-Thérèse Kolb            | 1898                          | 1904                                 | 1922                         | 1923-1935            |
| 339e                 | Cécile Sorel                  | 1901                          | 1904                                 | 1933                         |                      |
| 340e                 | Louis Delaunay                | 1896                          | 1905                                 | 1916                         |                      |
| 341e                 | Henry Mayer                   | 1901                          | 1905                                 | 1922                         | 1923-1941            |
| 342e                 | Marie-Thérèse Piérat          | 1902                          | 1905                                 | 1934                         |                      |
| 343e                 | Jacques Fenoux                | 1895                          | 1906                                 | 1924                         | 1925-1930            |
| 344e                 | Georges Grand                 | 1906                          | 1908                                 | 1921‡                        |                      |
| 345e                 | Charles Siblot                | 1903                          | 1909                                 | 1931                         |                      |
| 346e                 | Berthe Cerny                  | 1906                          | 1909                                 | 1930                         | 1931-1940            |
| 347e                 | Marcel Dessonnes              | 1899                          | 1910 Doyen 1936-1939                 | 1939                         |                      |
| 348e                 | Marcelle Géniat               | 1899                          | 1910                                 | 1912                         |                      |
| 349e                 | Jeanne Delvair                | 1899                          | 1910                                 | 1937                         |                      |
| 350e                 | Louise Silvain                | 1901                          | 1910                                 | 1924                         | 1925-1930            |
| 351e                 | André Brunot                  | 1903                          | 1910 Doyen 1939-1944                 | 1944                         | 1952-1972            |
| 352e                 | Madeleine Roch                | 1903                          | 1912                                 | 1930‡                        |                      |
| 353e                 | Jean Croué                    | 1899                          | 1914                                 | 1936                         |                      |
| 354e                 | Léon Bernard                  | 1910                          | 1914                                 | 1935‡                        |                      |
| 355e                 | Édouard de Max                | 1915                          | 1918                                 | 1924‡                        |                      |
| 356e                 | Georges Le Roy                | 1908                          | 1919                                 | 1941                         |                      |
| 357e                 | Suzanne Devoyod               | 1907                          | 1920                                 | 1936                         |                      |
| 358e                 | Émilienne Dux                 | 1915                          | 1920                                 | 1932                         |                      |
| 359e                 | Berthe Bovy                   | 1907                          | 1920                                 | 1941                         | 1946-1977            |
| 360e                 | René Alexandre                | 1908                          | 1920                                 | 1944                         | 1945-1946            |
| 361e                 | Denis d'Inès                  | 1914                          | 1920 Doyen 1945-1953                 | 1953                         | 1954-1968            |
| 362e                 | Maxime Desjardins             | 1919                          | 1921                                 | 1930                         |                      |
| 363e                 | Béatrix Dussane               | 1903                          | 1922                                 | 1941                         | 1942-1969            |
| 364e                 | Charles Granval               | 1908                          | 1922                                 | 1934                         |                      |
| 365e                 | Clémence Valpreux             | 1914                          | 1922                                 | 1924                         |                      |
| 366e                 | Marie Ventura                 | 1919                          | 1922 1942                            | 1941 1945                    |                      |
| 367e                 | Roger Monteaux                | 1915                          | 1923                                 | 1936                         |                      |
| 368e                 | Pierre Fresnay                | 1915                          | 1924                                 | 1929                         |                      |
| 369e                 | Gabrielle Robinne             | 1907                          | 1924                                 | 1937                         |                      |
| 370e                 | Huguette Duflos               | 1915                          | 1924                                 | 1927                         |                      |
| 371e                 | Jean Hervé                    | 1919                          | 1925                                 | 1941                         |                      |
| 372e                 | Gabrielle Colonna-Romano      | 1912                          | 1926                                 | 1936                         |                      |
| 373e                 | André Luguet                  | 1925                          | 1927                                 | 1929                         |                      |
| 374e                 | Madeleine Renaud              | 1921                          | 1928                                 | 1945                         |                      |
| 375e                 | Marie Bell                    | 1921                          | 1928                                 | 1945                         | 1948-1985            |
| 376e                 | Mary Marquet                  | 1923                          | 1928                                 | 1945                         |                      |
| 377e                 | Jacques Guilhène              | 1908                          | 1929                                 | 1936‡                        |                      |
| 378e                 | Jean Yonnel                   | 1926                          | 1929 Doyen 1954-1955                 | 1955                         | 1956-1968            |
| 379e                 | Andrée de Chauveron           | 1911 1946-1956                | 1929                                 | 1945                         | 1957-1965            |
| 380e                 | Béatrice Bretty               | 1915                          | 1929                                 | 1955                         |                      |
| 381ee                | Georges Lafon                 | 1907                          | 1930                                 | 1945                         |                      |
| 382e                 | Catherine Fonteney            | 1919                          | 1930                                 | 1945                         | 1946-1966            |
| 383e                 | Fernand Ledoux                | 1921 1950-1954                | 1931                                 | 1942                         |                      |
| 384e                 | Pierre Bertin                 | 1923                          | 1931                                 | 1944                         |                      |
| 385e                 | Jean Weber                    | 1925                          | 1932                                 | 1949                         |                      |
| 386e                 | Élisabeth Nizan               | 1915                          | 1932                                 | 1936                         |                      |
| 387e                 | André Bacqué                  | 1925                          | 1934                                 | 1945                         |                      |
| 388e                 | Lucien Dubosq                 | 1927                          | 1935                                 | 1935‡                        |                      |
| 389e                 | Pierre Dux                    | 1929                          | 1935                                 | 1945                         | 1947-1990            |
| 390e                 | Maurice Escande               | 1918-1925 1934                | 1936 1948 Doyen 1956-1960            | 1946-1948 1959               | 1960-1973            |
| 391e                 | Maurice Donneaud              | 1927                          | 1936                                 | 1947                         |                      |
| 392e                 | Véra Korène                   | 1931                          | 1936                                 | 1955                         |                      |
| 393e                 | Germaine Rouer                | 1933                          | 1936                                 | 1955                         | 1956-1994            |
| 394e                 | Jeanne Sully                  | 1925                          | 1937                                 | 1946                         |                      |
| 395e                 | Maurice Chambreuil            | 1927                          | 1937                                 | 1954                         |                      |
| 396e                 | Jean Martinelli               | 1930                          | 1937                                 | 1950                         |                      |
| 397e                 | Henriette Barreau             | 1930                          | 1937                                 | 1950                         |                      |
| 398e                 | Aimé Clariond                 | 1936                          | 1937                                 | 1959‡                        |                      |
| 399e                 | Jean Debucourt                | 1936                          | 1937                                 | 1958                         |                      |
| 400e                 | Gisèle Casadesus              | 1934                          | 1939                                 | 1962                         | 1967-2017            |
| 401e                 | Irène Brillant                | 1929                          | 1942                                 | 1949                         |                      |
| 402e                 | Antoine Balpêtré              | 1934                          | 1942                                 | 1945                         |                      |
| 403e                 | Julien Bertheau               | 1936                          | 1942                                 | 1958                         |                      |
| 404e                 | Jean Meyer                    | 1937                          | 1942                                 | 1959                         | 1960-2003            |
| 405e                 | Mony Dalmès                   | 1937                          | 1942                                 | 1957                         |                      |
| 406e                 | Renée Faure                   | 1937                          | 1942 1947                            | 1946-1947 1964               | 1965-2010            |
| 407e                 | Louis Seigner                 | 1939                          | 1943 Doyen 1960-1971                 | 1971                         | 1972-1991            |
| 408e                 | Jean-Louis Barrault           | 1940                          | 1943                                 | 1946                         |                      |
| 409e                 | Jean Chevrier                 | 1942                          | 1945 1948                            | 1946-1948 1953               |                      |
| 410e                 | Jacques Charon                | 1941                          | 1947 Doyen 1972-1975                 | 1975‡                        |                      |
| 411e                 | Robert Manuel                 | 1936                          | 1948                                 | 1962                         |                      |
| 412e                 | Louise Conte                  | 1943                          | 1948                                 | 1969                         | 1970-1995            |
| 413e                 | Annie Ducaux                  | 1946                          | 1948                                 | 1981                         | 1982-1996            |
| 414e                 | Micheline Boudet              | 1945                          | 1950                                 | 1971                         | 1972-2022            |
| 415e                 | Georges Chamarat              | 1946                          | 1950                                 | 1971                         | 1972-1982            |
| 416e                 | Yvonne Gaudeau                | 1946                          | 1950 Doyen 1985-1986                 | 1986                         | 1987-1991            |
| 417e                 | André Falcon                  | 1946                          | 1950                                 | 1966                         | 1967-2009            |
| 418e                 | Jean Davy                     | 1947                          | 1950                                 | 1957                         |                      |
| 419e                 | Lise Delamare                 | 1934                          | 1951                                 | 1966                         | 1667-2006            |
| 420e                 | Robert Hirsch                 | 1948                          | 1952                                 | 1973                         | 1974-2017            |
| 421e                 | Denise Noël                   | 1946                          | 1953                                 | 1973                         |                      |
| 422e                 | Marie Sabouret                | 1946                          | 1953                                 | 1960‡                        |                      |
| 423e                 | Jean Piat                     | 1947                          | 1953                                 | 1972                         | 1972-2018            |
| 424e                 | Paul-Émile Deiber             | 1944                          | 1954                                 | 1971                         | 1972-2011            |
| 425e                 | Jacques Eyser                 | 1946                          | 1954 Doyen 1975-1978                 | 1978                         | 1979-1999            |
| 426e                 | Hélène Perdrière              | 1928-1931 1952                | 1954                                 | 1973                         |                      |
| 427e                 | Jean Marchat                  | 1927-1932 1953                | 1954                                 | 1966‡                        |                      |
| 428e                 | Thérèse Marney                | 1945                          | 1956                                 | 1968‡                        |                      |
| 429e                 | Denise Gence                  | 1946                          | 1958                                 | 1986                         | 1987-2011            |
| 430e                 | Georges Descrières            | 1955                          | 1958 Doyen 1979-1984                 | 1985                         |                      |
| 431e                 | Jacques Sereys                | 1955 1977                     | 1959 1979                            | 1964 1996                    | 1997-2022            |
| 432e                 | Jean-Paul Roussillon          | 1950                          | 1960                                 | 1981                         | 1982-2009            |
| 433e                 | Claude Winter                 | 1953                          | 1960 Doyenne 1987-1988               | 1988                         | 1988-2011            |
| 434e                 | Henri Rollan                  | 1917-1918 1948                | 1960                                 | 1967‡                        |                      |
| 435e                 | François Chaumette            | 1957                          | 1960                                 | 1987                         | 1988-1996            |
| 436e                 | Jacques Toja                  | 1953-1957 1959                | 1960                                 | 1984                         |                      |
| 437e                 | Bernard Dhéran                | 1953-1957 1958                | 1961 Doyen 1988                      | 1989                         |                      |
| 438e                 | Catherine Samie               | 1956                          | 1962 Doyenne 1989-2006               | 2006                         | 2007-                |
| 439e                 | Michel Etcheverry             | 1961                          | 1964                                 | 1981                         |                      |
| 440e                 | Michel Aumont                 | 1956                          | 1965                                 | 1993                         | 1994-2019            |
| 441e                 | Geneviève Casile              | 1961                          | 1965                                 | 1993                         | 1994-                |
| 442e                 | René Camoin                   | 1957                          | 1966                                 | 1978                         |                      |
| 443e                 | Michel Duchaussoy             | 1964                          | 1967                                 | 1984                         | 1985-2012            |
| 444e                 | Jean-Claude Arnaud            | 1956                          | 1968                                 | 1977                         |                      |
| 445e                 | Jacques Destoop               | 1958-1965 1966                | 1968                                 | 1986                         |                      |
| 446e                 | Françoise Seigner             | 1953-1956 1967                | 1968                                 | 1998                         | 1999-2008            |
| 447e                 | René Arrieu                   | 1957                          | 1970                                 | 1982                         |                      |
| 448e                 | Paule Noëlle                  | 1962                          | 1970                                 | 1992                         |                      |
| 449e                 | Simon Eine                    | 1960                          | 1972                                 | 2003                         | 2004-2020            |
| 450e                 | Bérengère Dautun              | 1964                          | 1972                                 | 1997                         |                      |
| 451e                 | Alain Pralon                  | 1965                          | 1972                                 | 2005                         | 2006-                |
| 452e                 | François Beaulieu             | 1968                          | 1974                                 | 2001                         | 2002-                |
| 453e                 | Claire Vernet                 | 1964                          | 1975                                 | 2002                         | 2003-                |
| 454e                 | Ludmila Mikaël                | 1967                          | 1975                                 | 1986                         | 1987-                |
| 455e                 | Jean-Luc Boutté               | 1971                          | 1975                                 | 1995‡                        |                      |
| 456e                 | Christine Fersen              | 1965                          | 1976 Doyenne 2007-2008               | 2008‡                        |                      |
| 457e                 | Tania Torrens                 | 1967                          | 1976                                 | 1988                         |                      |
| 458e                 | Catherine Hiegel              | 1969                          | 1976 Doyenne 2008-2009               | 2009                         | 2010-                |
| 459e                 | Nicolas Silberg               | 1970                          | 1976                                 | 2002                         | 2003-                |
| 460e                 | Claude Giraud                 | 1962-1963 1972                | 1976                                 | 1983                         |                      |
| 461e                 | Catherine Salviat             | 1969                          | 1977                                 | 2005                         | 2006-                |
| 462e                 | Dominique Rozan               | 1971                          | 1977                                 | 1996                         |                      |
| 463e                 | Francis Huster                | 1971                          | 1977                                 | 1982                         |                      |
| 464e                 | Patrice Kerbrat               | 1973                          | 1977                                 | 1983                         |                      |
| 465e                 | Dominique Constanza           | 1973                          | 1977 Doyenne 2010-2013               | 2013‡                        |                      |
| 466e                 | Béatrice Agenin               | 1974                          | 1979                                 | 1984                         |                      |
| 467e                 | Jean Le Poulain               | 1978                          | 1980                                 | 1986                         |                      |
| 468e                 | Catherine Ferran              | 1971                          | 1981                                 | 2005                         | 2006-                |
| 469e                 | Gérard Giroudon               | 1974                          | 1981 Doyen 2013-2016                 | 2016                         | 2017-                |
| 470e                 | Yves Gasc                     | 1978                          | 1982                                 | 1997                         | 1998-2018            |
| 471e                 | Christine Murillo             | 1977                          | 1983                                 | 1988                         |                      |
| 472e                 | Richard Fontana               | 1979                          | 1983                                 | 1992+                        |                      |
| 473e                 | Roland Bertin                 | 1982                          | 1983                                 | 2001                         |                      |
| 474e                 | Claude Mathieu                | 1979                          | 1985 Doyenne 2017-2023               | 2023                         | 2024-                |
| 475e                 | Guy Michel                    | 1977                          | 1986                                 | 1992 +                       |                      |
| 476e                 | Marcel Bozonnet               | 1982                          | 1986                                 | 1993                         |                      |
| 477e                 | Muriel Mayette                | 1985                          | 1988                                 | 2006                         | 2007-                |
| 478e                 | Martine Chevallier            | 1986                          | 1988                                 | 2019                         | 2020-                |
| 479e                 | Véronique Vella               | 1988                          | 1989                                 |                              |                      |
| 480e                 | Alberte Aveline               | 1966                          | 1989                                 | 2003                         |                      |
| 481e                 | Jean-Paul Moulinot            | 1966                          | 1989                                 | 1989‡                        |                      |
| 482e                 | Jean-Yves Dubois              | 1984                          | 1990                                 | 2003‡                        |                      |
| 483e                 | Catherine Sauval              | 1984                          | 1990                                 | 2015                         |                      |
| 484e                 | Jean-Luc Bideau               | 1988                          | 1991                                 | 1999                         |                      |
| 485e                 | Michel Favory                 | 1988                          | 1992                                 | 2018                         | 2019-                |
| 486e                 | Thierry Hancisse              | 1986                          | 1993 Doyen 2024-                     |                              |                      |
| 487e                 | Jean Dautremay                | 1991                          | 1993                                 | 2007                         |                      |
| 488e                 | Anne Kessler                  | 1989                          | 1994                                 | 2024                         | 2025-                |
| 489e                 | Philippe Torreton             | 1990                          | 1994                                 | 1999                         |                      |
| 490e                 | Jean-Pierre Michaël           | 1989                          | 1995                                 | 2005                         |                      |
| 491e                 | Isabelle Gardien              | 1990                          | 1995                                 | 2010                         |                      |
| 492e                 | Igor Tyczka                   | 1991                          | 1995                                 | 2007                         |                      |
| 493e                 | Andrzej Seweryn               | 1993                          | 1995                                 | 2013                         | 2013-                |
| 494e                 | Cécile Brune                  | 1993                          | 1997                                 | 2019                         |                      |
| 495e                 | Michel Robin                  | 1994                          | 1997                                 | 2010                         |                      |
| 496e                 | Sylvia Bergé                  | 1988                          | 1998                                 |                              |                      |
| 497e                 | Jean-Baptiste Malartre        | 1991                          | 1998                                 | 2012                         |                      |
| 498e                 | Éric Ruf                      | 1993                          | 1998                                 | 2014                         | 2014-                |
| 499e                 | Éric Génovèse                 | 1993                          | 1998                                 |                              |                      |
| 500e                 | Bruno Raffaelli               | 1994                          | 1998                                 | 2019                         | 2020-                |
| 501e                 | Christian Blanc               | 1990                          | 2000                                 | 2016                         |                      |
| 502e                 | Alain Lenglet                 | 1993                          | 2000                                 |                              |                      |
| 503e                 | Florence Viala                | 1994                          | 2000                                 |                              |                      |
| 504e                 | Coraly Zahonero               | 1994                          | 2000                                 |                              |                      |
| 505e                 | Denis Podalydès               | 1997                          | 2000                                 |                              |                      |

### XXIesiècle
| Numéro de sociétaire | Nom                   | Année d'entrée dans la troupe | Année de nomination comme sociétaire | Année de sortie de la troupe | Période d'honorariat |
| -------------------- | --------------------- | ----------------------------- | ------------------------------------ | ---------------------------- | -------------------- |
| 506e                 | Alexandre Pavloff     | 1997                          | 2002                                 |                              |                      |
| 507e                 | Françoise Gillard     | 1997                          | 2002                                 |                              |                      |
| 508e                 | Céline Samie          | 1991                          | 2004                                 | 2016                         |                      |
| 509e                 | Clotilde de Bayser    | 1997                          | 2004                                 |                              |                      |
| 510e                 | Jérôme Pouly          | 1998                          | 2004                                 | 2023                         |                      |
| 511e                 | Laurent Stocker       | 2001                          | 2004                                 |                              |                      |
| 512e                 | Pierre Vial           | 1989                          | 2005                                 | 2009                         | 2010-                |
| 513e                 | Guillaume Gallienne   | 1998                          | 2005                                 |                              |                      |
| 514e                 | Laurent Natrella      | 1998                          | 2007                                 | 2017                         |                      |
| 515e                 | Michel Vuillermoz     | 2003                          | 2007                                 | 2023                         | 2024-                |
| 516e                 | Elsa Lepoivre         | 2003                          | 2007                                 |                              |                      |
| 517e                 | Christian Gonon       | 1998                          | 2009                                 |                              |                      |
| 518e                 | Julie Sicard          | 2001                          | 2009                                 |                              |                      |
| 519e                 | Loïc Corbery          | 2005                          | 2010                                 |                              |                      |
| 520e                 | Léonie Simaga         | 2005                          | 2010                                 | 2015                         |                      |
| 521e                 | Serge Bagdassarian    | 2007                          | 2011                                 |                              |                      |
| 522e                 | Hervé Pierre          | 2007                          | 2011                                 | 2022                         |                      |
| 523e                 | Bakary Sangaré        | 2002                          | 2013                                 |                              |                      |
| 524e                 | Pierre-Louis Calixte  | 2006                          | 2013                                 | 2025                         |                      |
| 525e                 | Christian Hecq        | 2008                          | 2013                                 |                              |                      |
| 526e                 | Nicolas Lormeau       | 1996                          | 2014                                 |                              |                      |
| 527e                 | Gilles David          | 2007                          | 2014                                 |                              |                      |
| 528e                 | Stéphane Varupenne    | 2007                          | 2015                                 |                              |                      |
| 529e                 | Suliane Brahim        | 2009                          | 2016                                 |                              |                      |
| 530e                 | Adeline D'Hermy       | 2010                          | 2016                                 |                              |                      |
| 531e                 | Georgia Scalliet      | 2009                          | 2017                                 | 2020                         |                      |
| 532e                 | Jérémy Lopez          | 2010                          | 2017                                 |                              |                      |
| 533e                 | Clément Hervieu-Léger | 2005                          | 2018                                 | 2025                         |                      |
| 534e                 | Benjamin Lavernhe     | 2012                          | 2019                                 |                              |                      |
| 535e                 | Sébastien Pouderoux   | 2012                          | 2019                                 |                              |                      |
| 536e                 | Didier Sandre         | 2013                          | 2020                                 |                              |                      |
| 537e                 | Christophe Montenez   | 2014                          | 2020                                 |                              |                      |
| 538e                 | Dominique Blanc       | 2016                          | 2021                                 |                              |                      |
| 539e                 | Jennifer Decker       | 2011                          | 2023                                 |                              |                      |
| 540e                 | Anna Cervinka         | 2014                          | 2023                                 |                              |                      |
| 541e                 | Julien Frison         | 2016                          | 2024                                 |                              |                      |
| 542e                 | Marina Hands          | 2007-2008 2020                | 2024                                 |                              |                      |
| 543e                 | Danièle Lebrun        | 1958-1960 2011                | 2025                                 |                              |                      |